# Ixtapangajoya
Ixtapangajoya es una localidad del estado mexicano de Chiapas, cabecera del municipio homónimo. 

## Toponimia
El nombre Ixtapangajoya proviene del náhuatl y se traduce como "lugar de agua salada".

## Geografía
Está ubicada en la posición 17°29′45″N 93°0′7″O / 17.49583, -93.00194, a una altitud de 100 m s. n. m.

## Demografía
Cuenta con 1635 habitantes lo que representa un incremento promedio de 2.6% anual en el período 2010-2020 sobre la base de los 1272 habitantes registrados en el censo anterior. Ocupa una superficie de 0.4282 km², lo que determina al año 2020 una densidad de 3819 hab/km².
| Gráfica de evolución demográfica de Ixtapangajoya entre 2000 y 2020 |
|                                                                     |
| Fuente: Instituto Nacional de Estadística Geografía e Informática   |

La población de Ixtapangajoya está mayoritariamente alfabetizada (9.36% de personas analfabetas al año 2020) con un grado de escolarización en torno de los 7 años. El 8.99% de la población es indígena.